# Jaume Sorolla
Jaume Sorolla Menasanch (Tortosa, 18 febbraio 1997) è un cestista spagnolo.